# Zilveren Beer
De Zilveren Beer is een prijs die jaarlijks wordt uitgereikt op het filmfestival van Berlijn. Het kan verwijzen naar een van de volgende prijzen

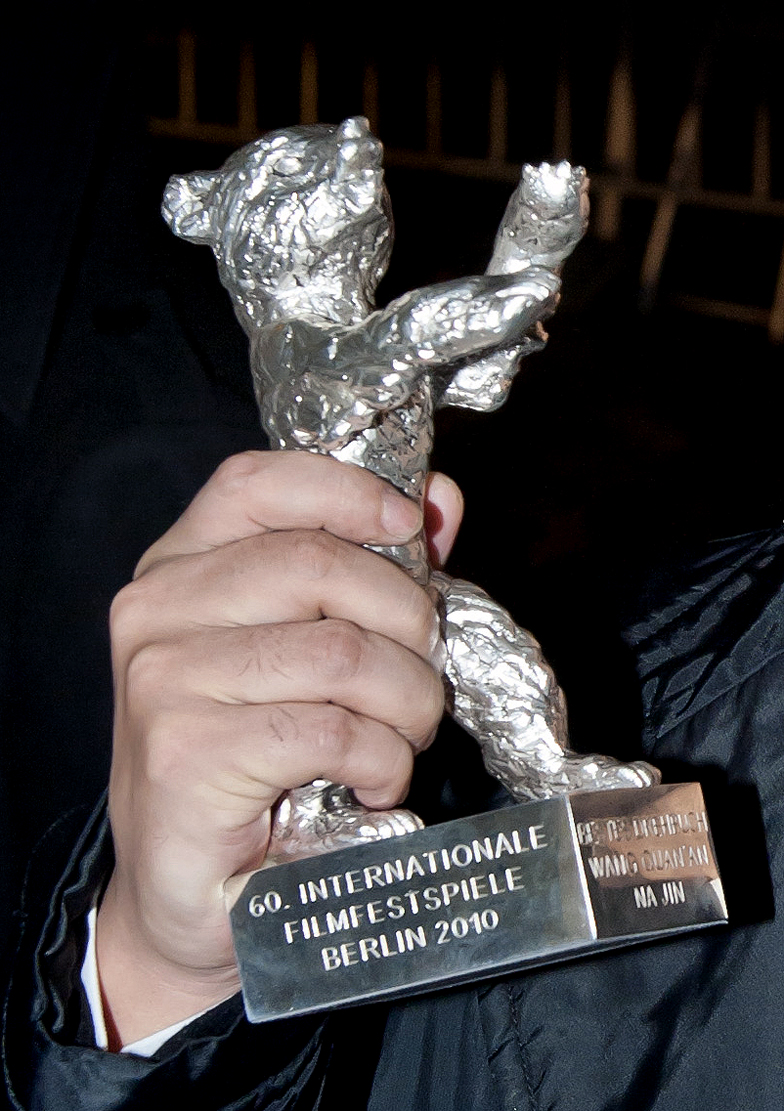
Zilveren Beer.

- Grote prijs van de jury - Tweede prijs voor beste speelfilm, in de vorm van een Zilveren Beer
- Zilveren Beer voor beste regisseur
- Zilveren Beer voor beste acteur
- Zilveren Beer voor beste actrice
- Zilveren Beer voor beste filmmuziek
- Zilveren Beer voor een bijzondere artistieke prestatie (van één persoon)